# 明斯克協議
《明斯克協議》是頓巴斯戰爭爆發後，烏克蘭政府與烏克蘭東部的頓涅茨克人民共和國、盧甘斯克人民共和國兩個未受承認政權之代表，在2014年9月5日於白俄羅斯首都明斯克簽訂的停火協議，另外可包含與德國法國見證下新明斯克協議（Minsk II）之統稱。2022年隨著俄羅斯宣布改為承認兩個政權重啟戰火，兩份和平條約也隨之廢棄。

## 歷史
2014年中，烏克蘭總統波羅申科同意和烏克蘭東南部新俄羅斯聯邦的代表簽訂停火協議，初步結束頓巴斯戰事；該協議簽署後，烏克蘭政府同意給予東南部兩州的自治權，但兩州需要仍留在烏克蘭領土內，並獲得俄方保證不干涉。儘管如此，東南部地區領導人仍多次表示不會放棄爭取獨立。9月16日，烏克蘭國會同步通過一項賦予頓巴斯地區特殊自治地位的法律。
之後因為衝突依舊，向關鍵要地發起頓涅茨克機場之戰與傑巴利采沃戰役，2015年2月12日在歐洲斡旋下，又簽新明斯克協議，後幾年間稍微緩和，但執行的仍並不順利，從俄方媒體的觀點來看，對此的說法是對協議效果失望，主要是指控歐洲未確實監督協議，以及烏克蘭經常砲擊兩地，甚至有親俄評論更主張是西方（但此協議僅為監督方責任）才是真的撕毀者，本來他們就打算武裝烏克蘭，企圖攻擊俄羅斯，烏克蘭則是提出證據駁斥，批評當地持續觀察到武裝分子活動，是因為俄羅斯存在軍事干預，並要求需抽手使得烏方官員進駐才認可當地選舉。

### 退出與開戰
2022年2月15日，随着俄羅斯入侵烏克蘭的準備，俄罗斯国家杜马以351票赞成，16票反对，1废票通过了承认顿涅茨克和卢甘斯克人民共和国的法案，并要求俄罗斯总统普京即刻签署该法案。乌克兰外长德米特羅·庫列巴譴責，称此举是可能是未來对明斯克协议的重大破坏。
2022年2月21日晚间，普京宣布承认两个分离地区为独立国家，俄方指控烏克蘭正在蓄謀攻擊，同時宣布駐守在俄烏邊界備戰的俄籍軍人，部分已進入烏克蘭內執行所謂的維持和平的任務。但烏克蘭否認並批為假旗行動，比如開戰前俄方新聞社多次煽動消息等質疑。2022年2月22日，俄國總統普丁取得国家杜马的境外動武授權，普丁並反控烏俄交涉7年的《明斯克和平協議》已完全被烏方無視，並於兩天後宣布發動「反擊」，20萬全副武裝的部隊並從北東南三方面投入特別軍事行動。

## 協議內容
1. 確認雙方立即停止使用武器。
2. 確認接受歐洲安全與合作組織對停火的監督和核查。
3. 開展權力的下放，包括通過一項烏克蘭法律《關於頓涅茨克和盧甘斯克部分地區的地方政府臨時安排》（給予東部兩州法律上的特殊自治地位）。
4. 透過於烏克蘭和俄羅斯邊境地區建立安全區，並接受歐洲安全與合作組織的查核，以確保烏克蘭─俄羅斯邊界的長期監測。
5. 立即釋放所有人質和被非法羈押的人。
6. 建立一項法律，以禁止針對頓涅茨克和盧甘斯克地區發生的事件有關的人員進行起訴與懲罰。
7. 繼續包容性的全國性對話。
8. 採取措施以改善頓巴斯地區的人權狀況。
9. 根據烏克蘭法律《關於頓涅茨克和盧甘斯克部分地區的地方政府臨時安排》，提前舉行地方選舉。
10. 從烏克蘭領土撤離非法武裝團體、軍事裝備及戰士和僱傭兵。
11. 對頓巴斯地區採用經濟復甦與重建計劃。
12. 提供參與協商者的人身安全保障[18]。

## 协议签署方
| 联合国会员国             | 国家元首                   | 政府首脑               | 签署日期                        | 签署议会机构               |
| 签署国                   | 签署国                     | 签署国                 | 签署国                          | 签署国                     |
| ------------------------ | -------------------------- | ---------------------- | ------------------------------- | -------------------------- |
| 俄羅斯                   | 俄罗斯总统                 | 俄罗斯总理             | 2014年9月5日至9月16日           | 俄罗斯国家杜马             |
| 乌克兰                   | 乌克兰总统                 | 乌克兰总理             | 2014年9月5日至9月16日           | 乌克兰最高拉达             |
| 监督国                   |                            |                        |                                 |                            |
| 德国                     | 德国总统                   | 德国总理               | 2014年9月5日至9月16日           | 德国联邦议会               |
| 法國                     | 法国总统                   | 法国总理               | 2014年9月5日至9月16日           | 法国国民议会               |
| 白俄羅斯                 | 白俄罗斯总统               | 白俄罗斯总理           | 2014年9月5日至9月16日           | 白俄罗斯议会               |
| 非联合国会员国签署缔约方 |                            |                        |                                 |                            |
| 顿涅茨克人民共和国       | 顿涅茨克人民共和国国家元首 | 顿涅茨克人民共和国总理 | 2014年9月5日至9月16日（非正式） | 顿涅茨克人民共和国人民议会 |
| 卢甘斯克人民共和国       | 卢甘斯克人民共和国国家元首 | 卢甘斯克人民共和国总理 | 2014年9月5日至9月16日（非正式） | 卢甘斯克人民共和国人民议会 |